# Lijst van fractievoorzitters van GroenLinks in de Tweede Kamer
Hieronder staat een lijst van fractievoorzitters van GroenLinks in de Tweede Kamer. De fractie van GroenLinks in de Tweede Kamer heeft in totaal acht voorzitters gehad.
| Periode                       | Foto | Fractievoorzitter | Afkomstig uit: | Opmerkingen |
| ----------------------------- | ---- | ----------------- | -------------- | --- |
| 12 mei 2015 - 27 okt. 2023    |      | Jesse Klaver      | -              | |
| 8 okt. 2012 - 12 mei 2015     |      | Bram van Ojik     | PPR            | Nadat Sap aftrad doordat de partijtop het vertrouwen in haar opzegde, volgde Van Ojik haar op. |
| 17 dec. 2010 - 5 okt. 2012    |      | Jolande Sap       |                | Sap volgde Halsema op, die op een rustig moment wilde aftreden. |
| 19 jan. 2004 - 17 dec. 2010   |      | Femke Halsema     | PvdA           | Onder Halsema kwam kabinetsdeelname in 2010 ter sprake in de onderhandelingen. |
| 30 sept. 2003 - 19 jan. 2004  |      | Marijke Vos       |                | Vos verving Halsema die op zwangerschapsverlof was |
| 26 nov. 2002 - 30 sept. 2003  |      | Femke Halsema     | PvdA           | |
| 17 mei 1994 - 26 nov. 2002    |      | Paul Rosenmöller  |                | Ina Brouwer trok zich terug na een tegenvallend verkiezingsresultaat, en werd daarom evenals Mohammed Rabbae geen fractievoorzitter                                                                                         |
| 21 april 1993 - 17 mei 1994   |      | Peter Lankhorst   | PPR            | Lankhorst werd fractievoorzitter omdat hij niet de ambitie had om Beckers op te volgen als lijsttrekker. Ina Brouwer was bij de Tweede Kamerverkiezingen 1994 wel lijsttrekker, in duolijsttrekkerschap met Mohammed Rabbae |
| 14 sept. 1989 - 20 april 1993 |      | Ria Beckers       | PPR            | Beckers was daarvoor al 12 jaar fractievoorzitter van de PPR |